# Officine Meccaniche
Officine Meccaniche (OM, Офічіне Меканіке) — з 1899 року італійський виробник трамваїв, локомотивів, автомобілів, автобусів та сільськогосподарської техніки. Штаб-квартира розташована в місті Мілан. У 1933 році компанію купує фірма Fiat. 1934 року компанія припинила виробництво легкових автомобілів. 1 січня 1975 року з фірм Fiat Veicoli Industriali, OM, Lancia Veicoli Speciali, Unic і Magirus-Deutz створюють концерн IVECO.

## Джованні Сільвестрі. Заснування компанії
У 1849 році Бенедетто Грондона заснував в Мілані фірму A. Grondona Comi & C, спеціалізацією якої стало виробництво кінних екіпажів для панів, в 1890 році в тому ж місті з'явилася ще одна фірма — Miani e Silvestri. Організатором новоспеченої сталеливарної фірми був Джованні Сільвестрі — виходець з Генуї, який став одним з найвпливовіших підприємців в Італії свого часу, пізніше він став сенатором. 1899 року Сільвестрі викуповує фірму Грондона, і тепер спільне підприємство, назване Società Anonima Officine Meccaniche già Miani Silvestri & C. — A. Grondona, Comi & C., починає займатися виробництвом трамваїв і локомотивів.

## Початок виробництва автомобілів
1 жовтня 1917 року компанія викуповує завод в Брешії, де випускалися автомобілі марки Brixia-Züst, і права на виробництво автомобілів, які випускала компанія Società Anonima Züst Fabbrica Automobili — Brescia-Milano. Виробництво автомобілів на заводі в Брешії відновилося навесні 1918 року, попутно компанія змінила назву на Società Anonima Officine Meccaniche, а автомобілі стали носити назву ОМ.

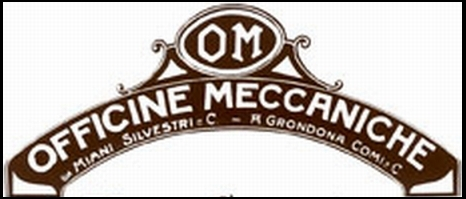
Логотип OM

Першою і поки єдиною моделлю була S305 25/35HP з 4.7 л 30-сильним двигуном, це була фактична копія Züst з таким же індексом, різниця зводилася до того, що машина від ОМ оснащувалася електричним стартером і освітленням.
Для майбутніх проєктів главою фірми синьйором Ораці наймається австрійський підданий Люсьєн Барратуш, який працював під керівництвом головного інженера фірми Оттавіо Фускальдо. Австрієць проєктує 1.3 л 4-циліндровий мотор з боковим розташуванням клапанів, блок його був чавунний, картер був виготовлений з алюмінієвих сплавів, головка була у цього мотора знімною, на відміну від двигуна, що дістався у спадок від Züst. Охолодження двигуна було термосифонним з дерев'яним вентилятором, мотор моделі Tipo 465 12/15HP 1919 року розвивав всього 18 к.с., однак стільки ж розвивав і 1.5 л мотор Fiat 501, який був досить популярним в той повоєнний час. Машина від ОМ була красивою, проте вона була більш ретельно зібрана, на відміну від своїх співвітчизників-конкурентів. Назву 465 було отримано від кількості циліндрів — 4, і від діаметра поршня — 65 мм, машина була обладнана 12-вольтовим електрообладнанням фірми Bosch, а в конструкції широко використовувалися сплави. Барратуш був шанувальником легких матеріалів, тому окрім двигуна сплави можна було зустріти і в 3-ступінчастій коробці передач, і у вузлах шасі. Серед інших особливостей автомобіля була наявність гальм всіх коліс, для малолітражного авто в той час це було в дивину, навіть імениті дорогі машини мали в основній своїй масі гальма тільки ззаду. Машина пропонувалася покупцям у вигляді голих шасі, які мали два варіанти бази — 2.7 і 2.9 метра.
У 1920 році на цій легкій машині було узято участь в гонках «Коппа дель-Гарда», звідки додому був відвезений кубок за перше місце. 1921 року з'явилася спортивна версія машини — Tipo 467 12/15HP Sport, яка оснащувалася 1.4 л двигуном, з яким машина могла розвивати швидкість до 95 км/год.

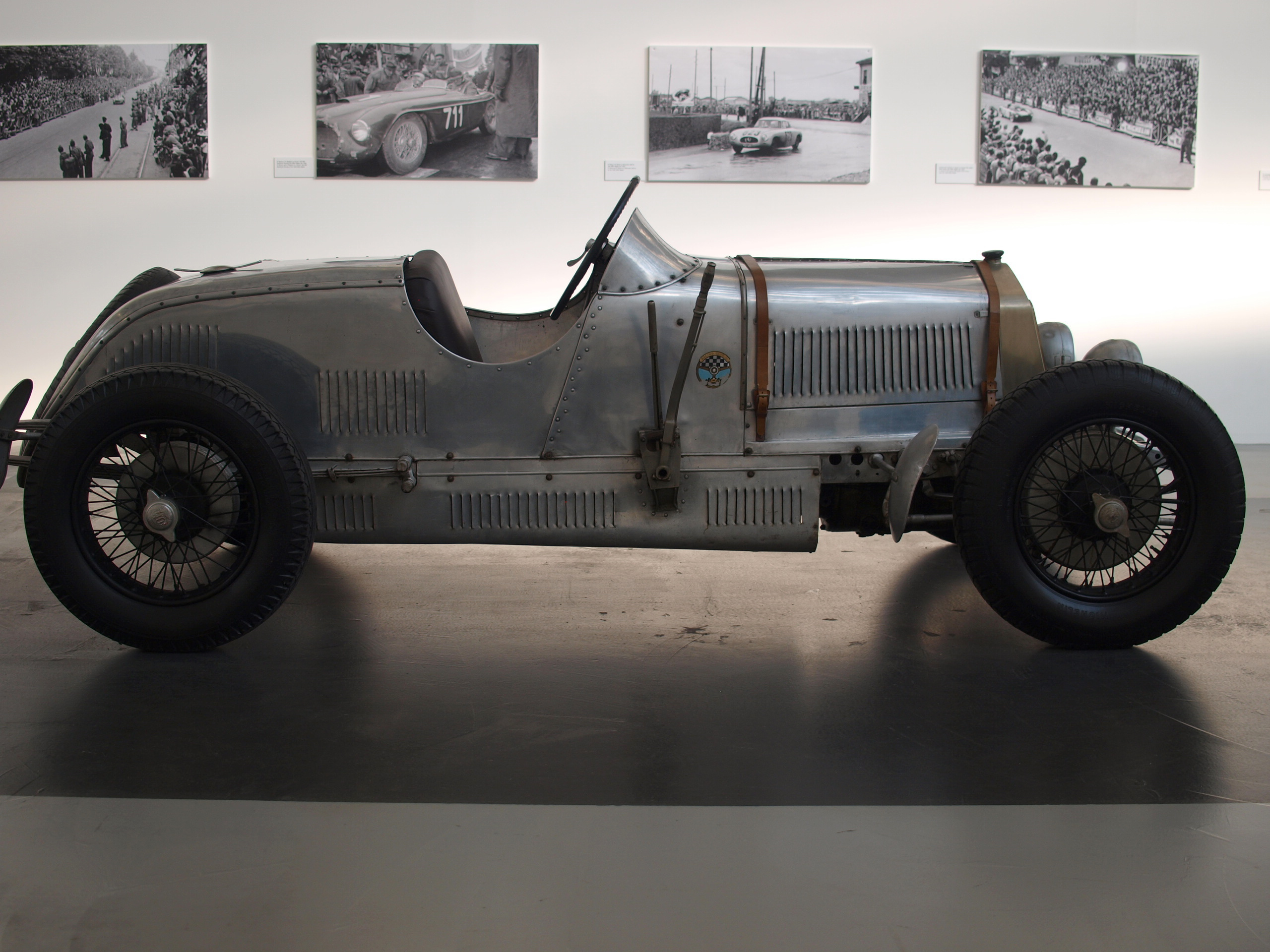
OM 469N Corsa, що розганявся до 100 км/год

У 1922 році з'являється 1.5 л модель Tipo 469, діаметр циліндра був збільшений до 69 мм. Крім цього 30-сильна машина отримала нові шасі і 4-ступінчасту коробку передач. Ця машина також стала успішною у спортивних змаганнях, гонщики, що виступали на цих машинах, відвозять додому кубки з «Коппа делле Альпі», зі змагання в Муджелло і з уже згаданого Гарда. Молодша модель Tipo 465 в тих же перегонах на кубок Гарди приходить другою в загальному заліку і першою в своєму класі.

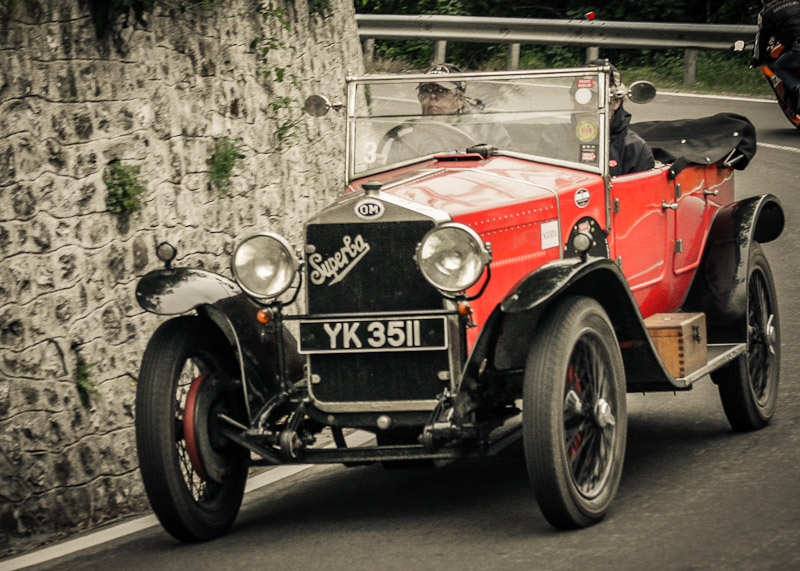
ОМ Tipo 665S Super Sports Tourer

У 1923 році модель Tipo 467 знімають з виробництва, також залишає свій пост і колишня модель, а флагманом тепер стає Tipo 665N з 6-циліндровим 2-літровим мотором, який розвивав 45 к.с.. Не дивлячись на те, що мотор був сильнішим попередника, максимальна швидкість автомобіля не сильно зросла — всього 100 км/год. Двигун цієї машини був отриманий шляхом додавання до 4-циліндрового мотору моделі 469 двох циліндрів, плюс цього кроку полягав у тому, що до моменту початку виробництва всі слабкі місця конструкції були відомі, але двигуни з боковим розміщенням клапанів вже тоді вважалися застарілим рішенням, але Барратуш примудрився побудувати надійний двигун, який до того ж крутився до 4500 об/хв, обороти небачені для моторів цього типу. Новий мотор отримав 6 циліндрів, попутно діаметр циліндра був зменшений з 69 мм до 65 мм, з одним карбюратором мотор розвивав 45 к.с., у версії Tipo 665S (Sport) з двома карбюраторами — вже 65 к.с.. Шасі також були перевіреної конструкції, це були подовжені шасі все тієї ж моделі 469, підвіска отримала амортизатори типу Houdaille. У спортивної та простої версії була і різна база коліс, у звичайної машини база дорівнювала 3.1 м, а спортивна машина була на 30 см коротшою.
Саме ця модель зробила бренд відомим, мало того, що машина виявилася дуже надійною, так вона ще дуже непогано управлялася, особливо в поворотах, оскільки на відцентрову силу впливала мала вага машини. Машина швидко завоювала спортивну славу, внаслідок чого отримала ще й власну назву — Superba.
У 1923 і 1924 роках на машинах цієї моделі були завойовані Альпійські кубки, здобуті перемоги на гонках в Монтенеро і Муджелло. 1925 року Tipo 665S Superba здобула впевнену перемогу під управлінням Ренато Балестреро в Гран-прі Триполі, потім була перемога в 12-годинному марафоні в Сан-Себастьяні (але в своєму класі, а не в загальному заліку), і п'яте місце в Тарга Флоріо, тоді перші чотири місця були завойовані командою «Bugatti». Це було непогано для новачка, який почав випускати автомобілі власної конструкції всього 5-6 років тому, крім цього були здобуті перемоги в Коппа Вінчі і гонки в Апуано.
У тому ж році італійці вирішують виставити два екіпажі на 24-годинний марафон у французькому Ле-Мані, перший екіпаж складався з Маріо і Тіно Даньєлі, другий — італо-французький: Джуліо Форесті — Еме Васьо, проте автомобілі, чий реальний об'єм двигуна дорівнював 1991 кубиків, були зареєстровані на гонках як з 2005-кубовими моторами, тобто потрапляли в клас від 2001 до 3000 кубів. У результаті в цьому класі перемога дісталася куди потужнішому британському Sunbeam Sport Le Mans, проте обидва Tipo 665S Superba приходять одночасно до фінішу, займаючи другі місця у своєму класі і 4 в загальному заліку. Якби вони виступали в класі до 2 літрів, то перемога була б за італійськими машинами, оскільки Rolland-Pilain C23 Super Sport з 1997-кубовим мотором фінішував сьомим у загальному заліку.
Через рік італійці знову виставляють два екіпажі на 24-годинний марафон Ле-Мана, цього разу машини виступали в правильному за об'ємом мотора класі, а кольори Італії захищали вже відомі брати Даньєлі, а також Джуліо Форесті, в напарники якого приєднався Фердінандо «Нандо» Міноя. Міноя взагалі був найдосвідченішим гонщиком, ще в 1907 році на Isotta-Fraschini він виграв гонку в Коппа Флоріо. У гонці було заявлено 41 екіпаж, з них фінішувало всього чотирнадцять, у трійці лідерів загального заліку було три La Lorraine-Dietrich B3-6 з 3.5 л моторами, які й здобули перемогу у своєму класі, а от у класі до 2 літрів перемога дісталася екіпажам, що фінішували на 4 і 5 місцях в загальному заліку, виступаючи на ОМ. Theo Schneider 25SP, що фінішував 3 в класі до 2 літрів, з П'єром Табуреном і Огюстом Лефранком як гонщиками відстав від братів Даньєлі, що прийшли другими, на 200 кілометрів. А спеціальний приз «Трофей Радж-Уайтуорта» дістався екіпажу Міноя-Фореста. У цьому ж році, досягнувши немалих висот на гоночному терені, Фускальдо вирішує побудувати спеціальний гоночний автомобіль, адже Tipo 665 хоч і непогано виступали, але це були все ж серійні машини. Тому готується 1.5 л 8-циліндровий 2-вальний мотор DOHC для автомобіля класу Гран-прі. Двигун вийшов непоганий, але на прямій машину обганяли і Talbot, і Delage, а все тому, що у італійської машини було всього 3 передачі, на відміну від 5-ступінчастих коробок, що були на французьких болідах. Ще одним недоліком машини була інша поведінка шасі, заводські гонщики звикли до 665 м, і не могли повноцінно управляти новим автомобілем. Італійці виставили свої боліди на Гран-прі Франції, що проходив у Мірамасі, однак гонщики, що виступали на Bugatti, не зустріли жодної конкуренції з боку італійців.
У 1927 році в Судзаре була придбана контора Alfredo Casali, яка з 1878 року випускала сільгосптехніку, нове придбання стало називатися OM Carrozzeria і почало виробляти кузови для автомобілів, що випускалися фірмою. На початку 1927 року проходить Гран-прі Італії в Монці, команда ОМ знову виставляє свій 1.5 л болід на ці змагання, але й тут рідні стіни не допомогли, перше місце займає француз Робер Бенуа на Delage. Італійцям вдається фінішувати на своїй невдалій машині другими, це зробив Джузеппе Моранді, а другий болід під управлінням «Нандо» Міноя приходить четвертим до фінішу, поступаючись всього на 23 секунди американцям на передньопривідному Miller 91. Враховуючи, що у машини все так само було всього три ступені, то водії вичавили з себе все, що могли, щоб досягти такого цілком непоганого результату.

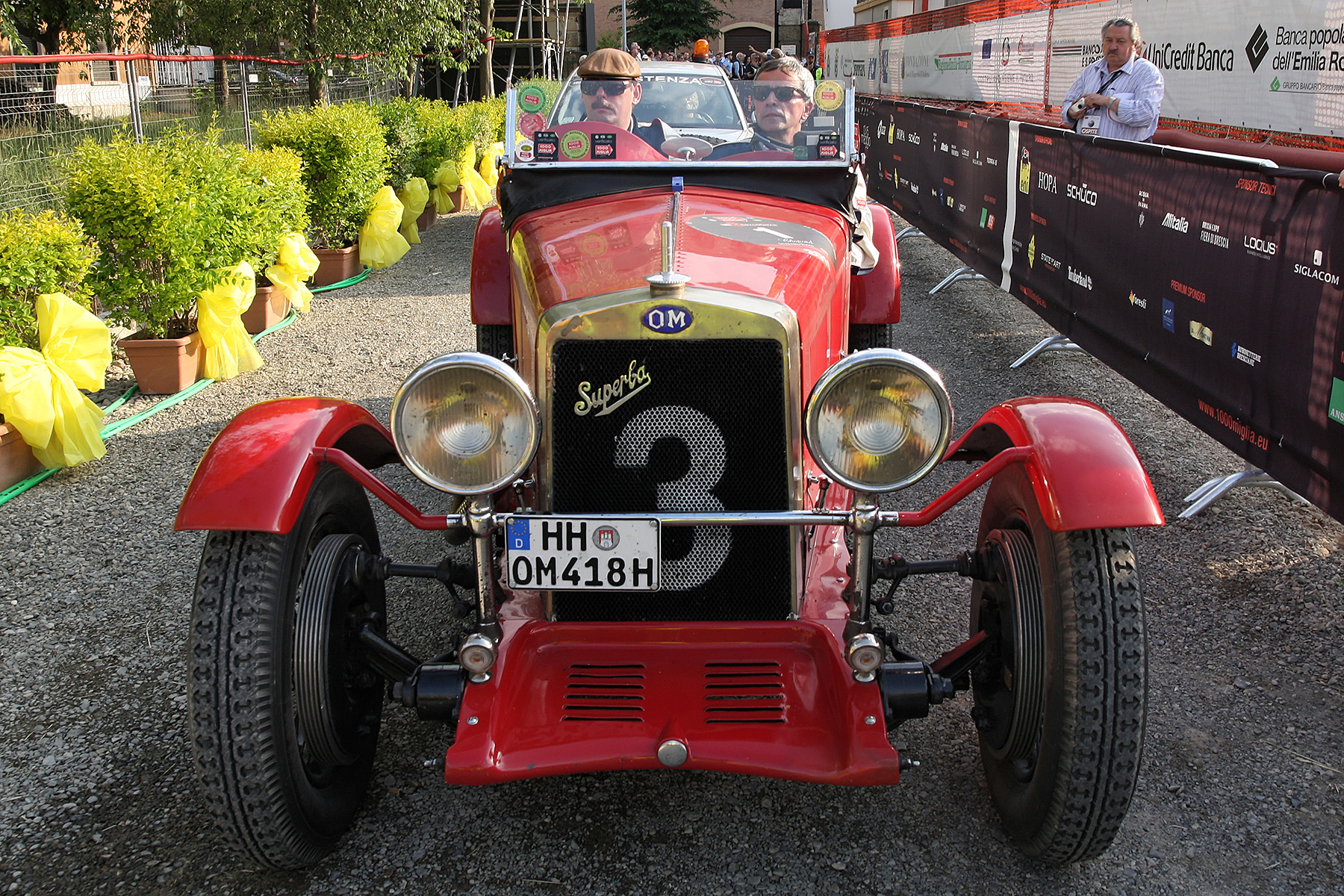
OM 665S

У цьому ж році проводиться перша гонка Мілле Мілья (Mille Miglia), на неї було заявлено 75 екіпажів. Команда з Брешії не могла пройти повз такого значного заходу, на тисячомильні гонки було виставлено три екіпажі на ОМ Tipo 665SMM (Sport Mille Miglia), мотор цієї версії розвивав 75 к.с., що дозволяло машині розвивати швидкість до 120 км/год. Склад команди складався з: Фердінандо Міноя і Джузеппе Моранді, Тіно Даньєлі і Ренато Балестреро, а також Маріо Даньєлі і Аркімеде Роза (заводський випробувач, який найкраще серед заводських гонщиків знав повадки машин цієї марки), перший екіпаж вже через 21 годину і 5 хвилин з моменту старту приходить першим до фінішу, подолавши 1600 км, незабаром фінішують ще два екіпажі команди ОМ. Після перемоги керівництво фірми вирішує прорекламувати свої машини — машини, що брали участь в гонках, помістили на вантажівки власної продукції та стали роз'їжджати з ними по всіх великих містах Італії.

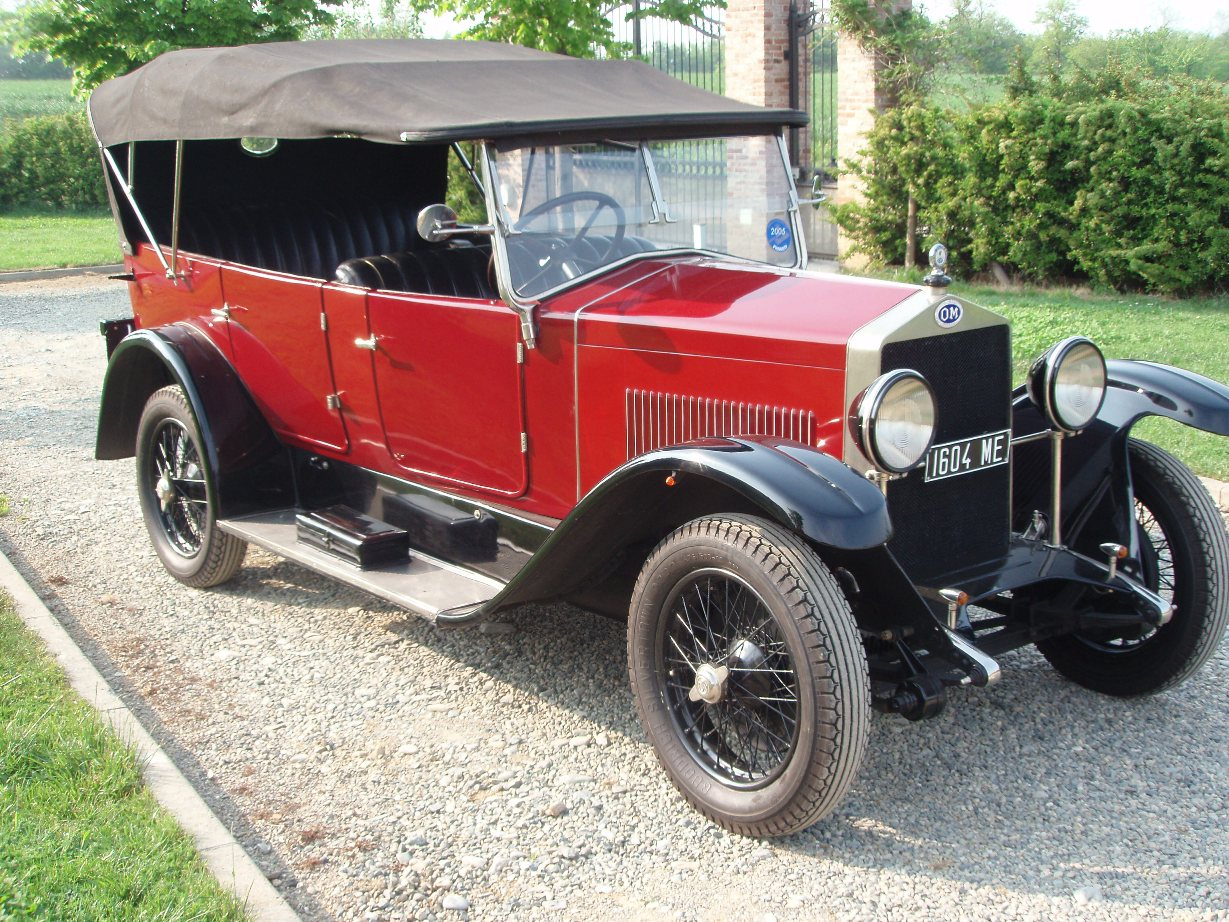
OM Tipo 655 Tourer

Тим часом в Англії італійська марка теж стала набирати популярність, майор Оутс, відомий місцевій публіці тим, що не раз перемагав на трасі Брукландс, беручи участь на своєму маленькому Lagonda 12НР, став розкручувати бренд через дилерську мережу L.C. Rawlence & Company. Ця компанія пропонувала своїм клієнтам власні версії італійських автомобілів, зовні відмінності зводилися до кузовів англійського типу, починаючи від родстерів і закінчуючи 6-віконними лімузинами з кузовами фірми Weymann, проте головне ховалося під оболонкою. Коробка передач встановлювалася від британської фірми ENV, мотор оснащували головкою циліндрів типу Рікардо з двома свічками запалювання на кожний циліндр, а також був підсилювач гальм системи Девандре, а ось задній міст не довелося міняти, оскільки в тому ж році ОМ, змінила прямозубі шестерні на косозубі, підвіска отримала нові амортизатори системи Hartford. Італійці не втручалися в переробки англійців, оскільки за основу все одно бралися італійські машини, а значить був збут продукції.

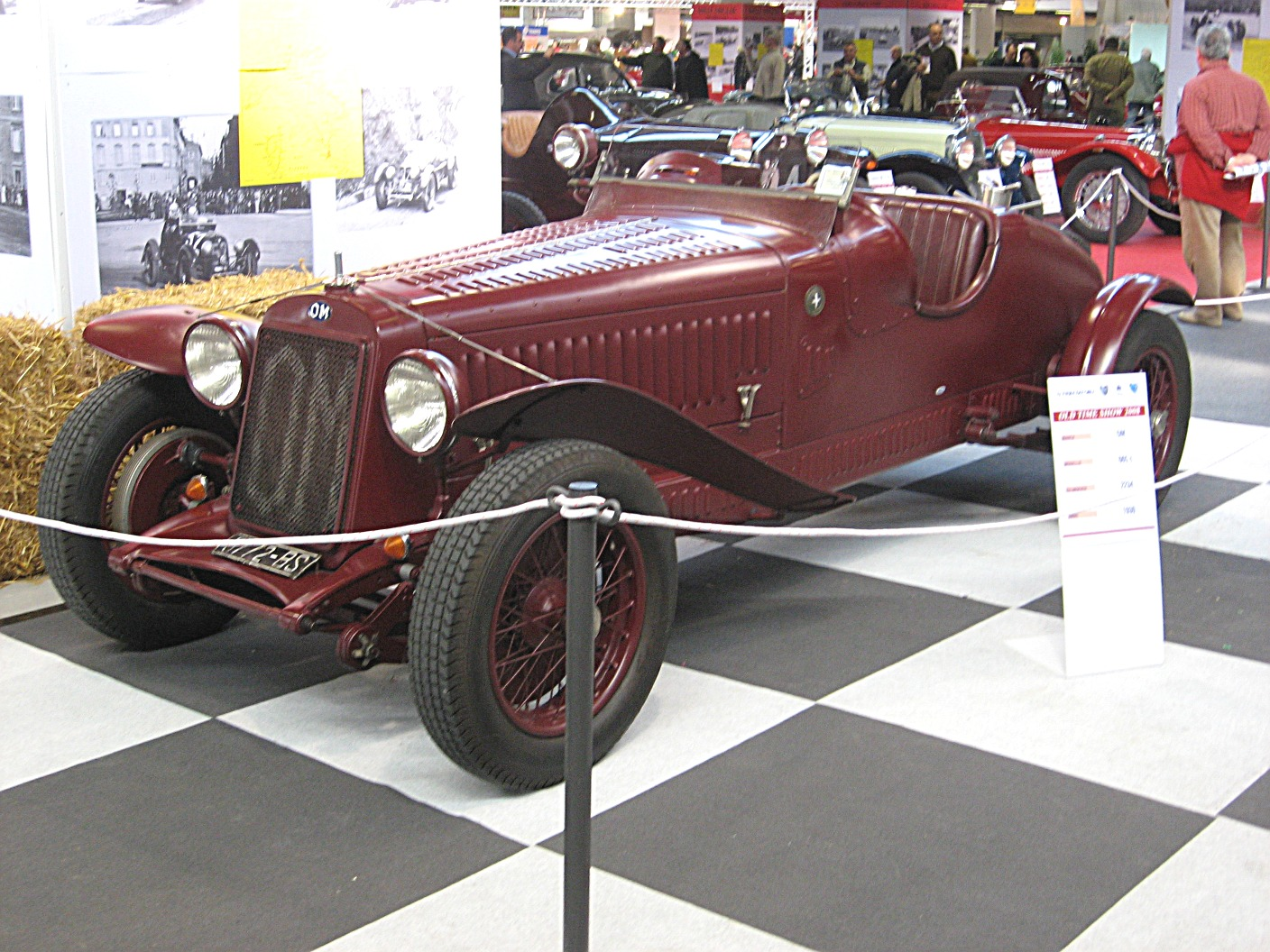
ОМ 665 MM 2.2-Litre

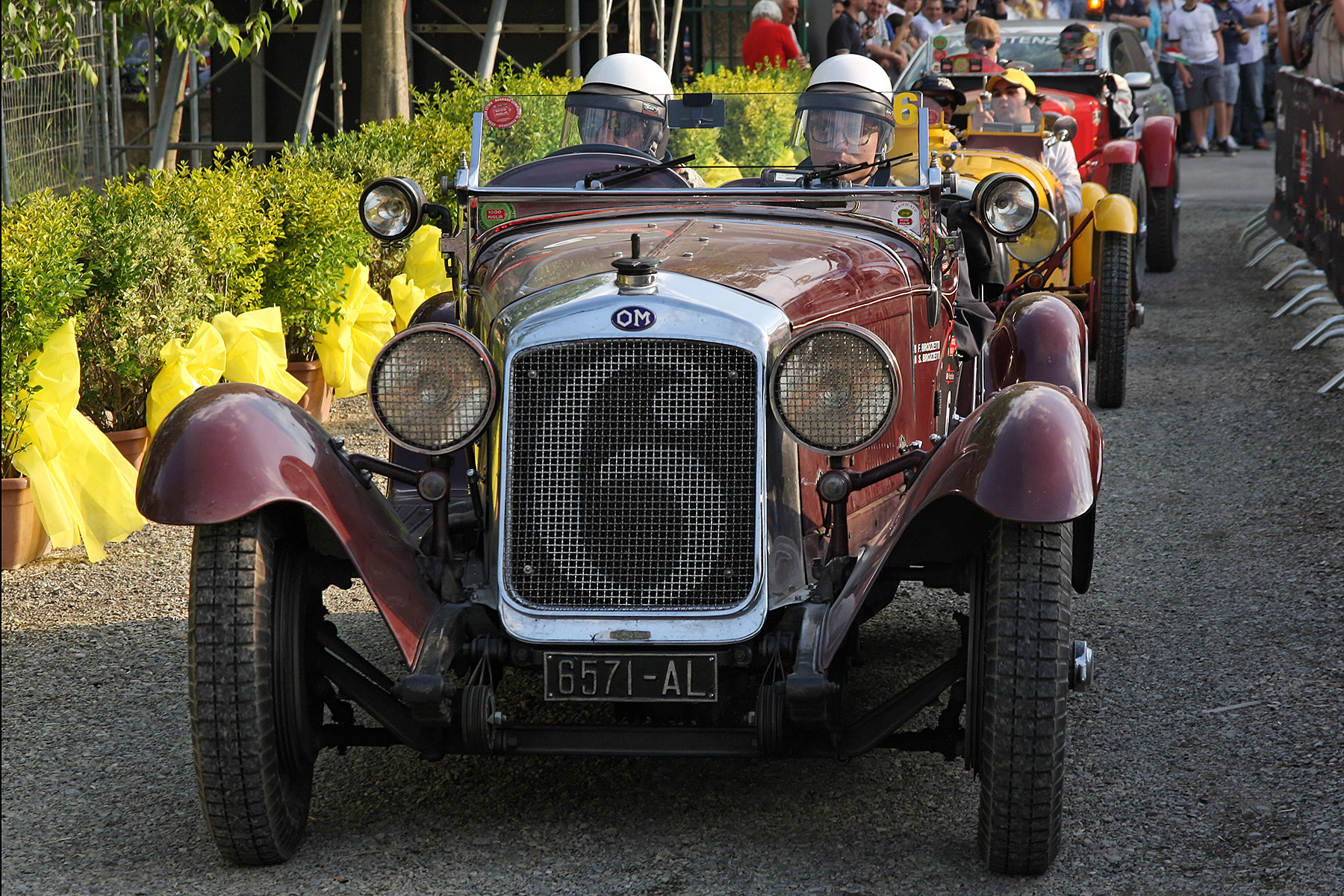
OM Tipo 665 SSMM Superba Compressore Roadster з кузовом роботи ательє Sport Milano

У 1928 році завод виставив на Мілле Мілья вже вісім екіпажів, щоправда цього разу найкращим результатом було друге місце екіпажу Роза — Маццотті в загальному заліку, проте в класі до 2 літрів 6-циліндровим автомобілям з Брешії не було рівних, вісім перших позицій у класі до 2000 кубів зайняли автомобілі марки ОМ. 1929 року італійці, бачачи успіх їх машин в Англії, вирішують і у себе вдома побудувати потужніші версії свого бестселера — Super Sport Mille Miglia, так на мотор цієї версії встановлюють компресор «Рутс», завдяки якому потужність зростає до 80 к.с., а максимальна швидкість — до значних в той час 150 км/год. Через рік мотор розточують вже до 2.2 л, хоча цифровий індекс моделі залишився колишнім — Tipo 665N5 і Tipo 665SMM, з цього мотора знімається від 55 к.с. у варіанті з одним карбюратором і до 95 к.с. у варіанті з механічним наддувом типу Рутс (Tipo 665 SS MM Superba Compressore). Проста версія мала вужчу колію коліс, ніж спортивна версія. Британці виставляють екіпажі на змаганнях в Ірландії: на Гран-прі Ірландії та на Турист Трофі в Дубліні, але гонки обернулися повним провалом, на оновлену машину встановили гальма нової системи, і вони не витримали навантаження.
Поступово ОМ стала зменшувати обороти з виробництва легкової продукції і робити упор на комерційний транспорт. На відміну від інших країн світу Італія була в цей час на підйомі, як на політичному, так і на економічному, країна потребувала вантажівок, і тут було б нерозумно упустити шанс, щоб відкусити великий куш від державного замовлення. Було вирішено купити ліцензію на дизельні вантажні автомобілі у швейцарської фірми Saurer.
У 1930 році модель Tipo 469 додала в об'ємі, тепер мотор дорівнював 1.7 л, а потужність, видавана ним, дорівнювала 40 к.с., в цей же час завод вирішує відійти від виробництва легкових автомобілів остаточно, весь складський запас запчастин для легковиків продали двом колишнім менеджерам фірми, які заснували фірму Esperia. В рамках цієї компанії продовжилася збірка легкових машин марки ОМ. 1931 року силами цієї фірми були виставлені екіпажі на Мілле Мілья, в яких фірмова команда на одному з ОМ змогла зайняти друге місце в загальному заліку.

## Припинення виробництва легкових автомобілів. OM у складі компанії Fiat
У 1933 році ОМ був обплутаний щупальцями італійського гіганта FIAT, у цього концерну були власні легкові автомобілі, тому їх виробництво не представляло інтересу новому господареві, хоча в 1934 році на автомобільній виставці показали прототип легкового ОМ Tipo V Alcyone з 2.1 л 65-сильним 6-циліндровим двигуном, в якого було бічне розташування впускних і верхнє розташування випускних клапанів; також у прототипу була синхронізована 3-ступінчаста коробка передач і гідравлічний привід гальм, однак ця машина так і залишилася як прототип.
У 1937 році відкрився ще один завод фірми, цього разу в Мілані, і тепер, припинивши виробництво легкових автомобілів, асортимент фірми ОМ складався з автобусів, вантажних автомобілів, тракторів, суднових двигунів, мотопомп, а також холодильного обладнання.

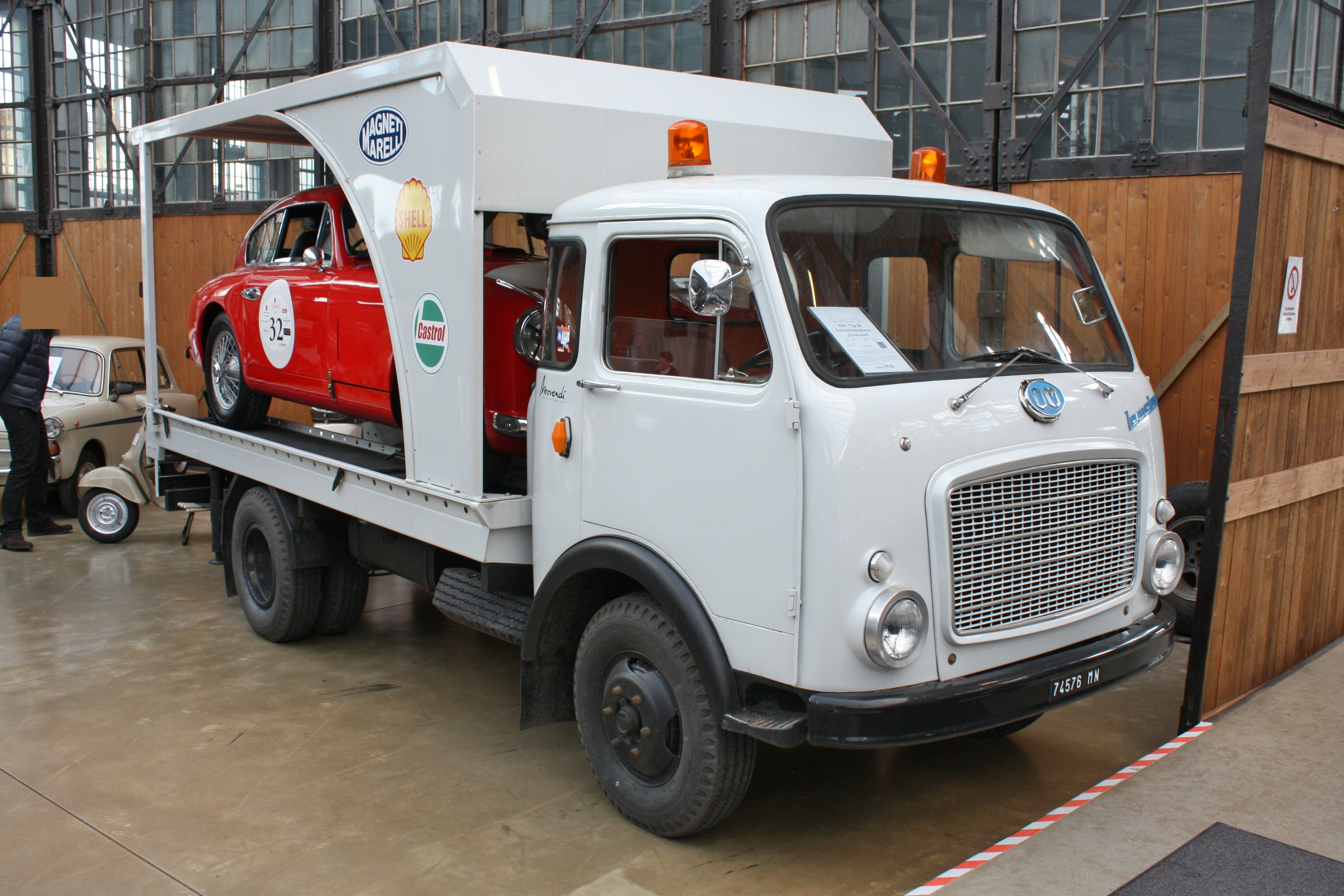
OM Leoncino

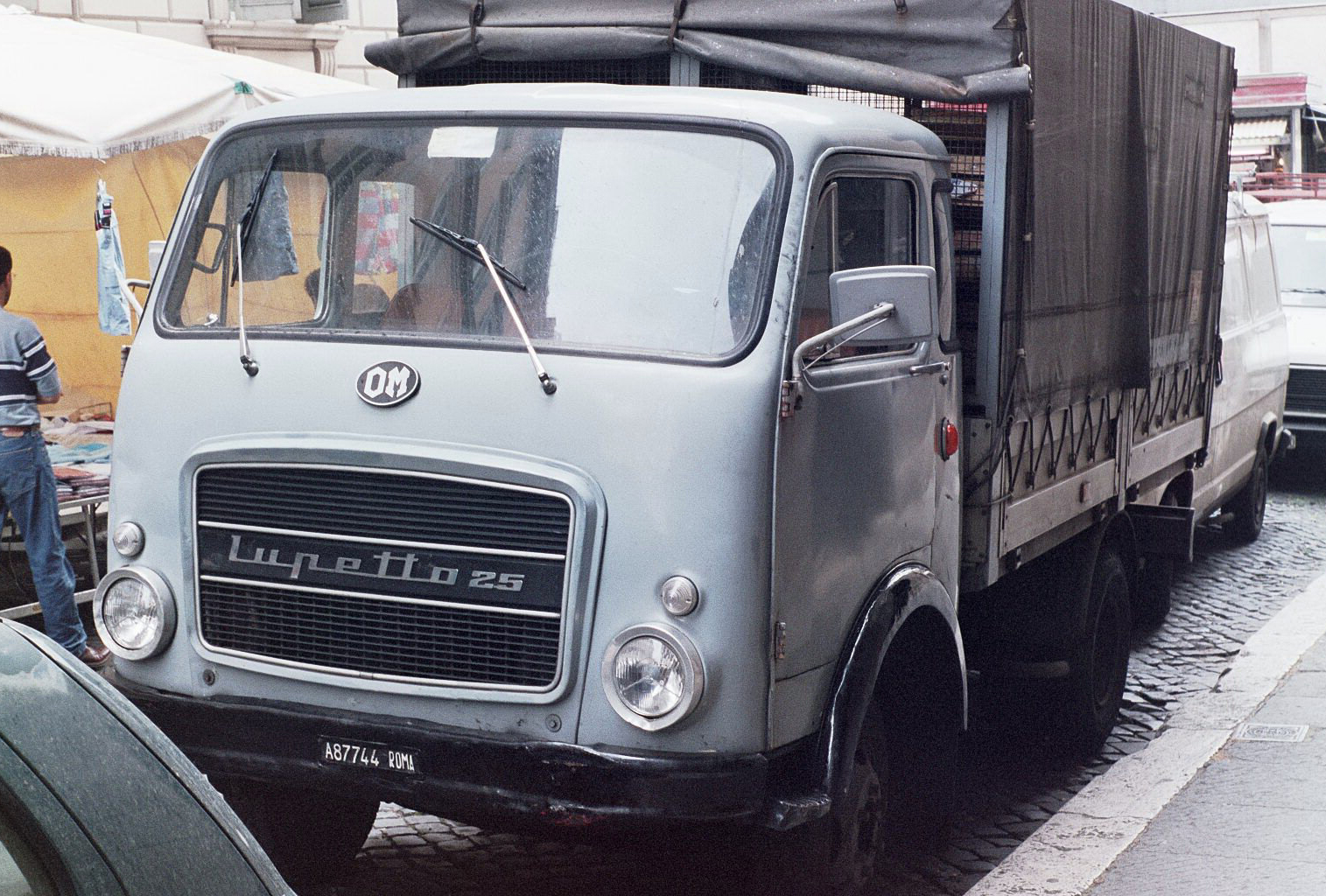
OM Lupetto

В Англії продаж автомобілів марки ОМ тривав до 1935 року включно, там в 1935 році навіть представили нову модель — 667 Sports Four-Seater, яка на ділі була конструктивно аналогічна машинам 1930 модельного ряду. В Англію продавалися машини, зібрані силами дилерської компанії, склад запчастин перенесли до міста Ватерлоо, так що поки запаси складу не виснажилися, і тривав продаж «англійських» ОМ, в Італії ж легкові машини зникли з каталогів в 1934 році.

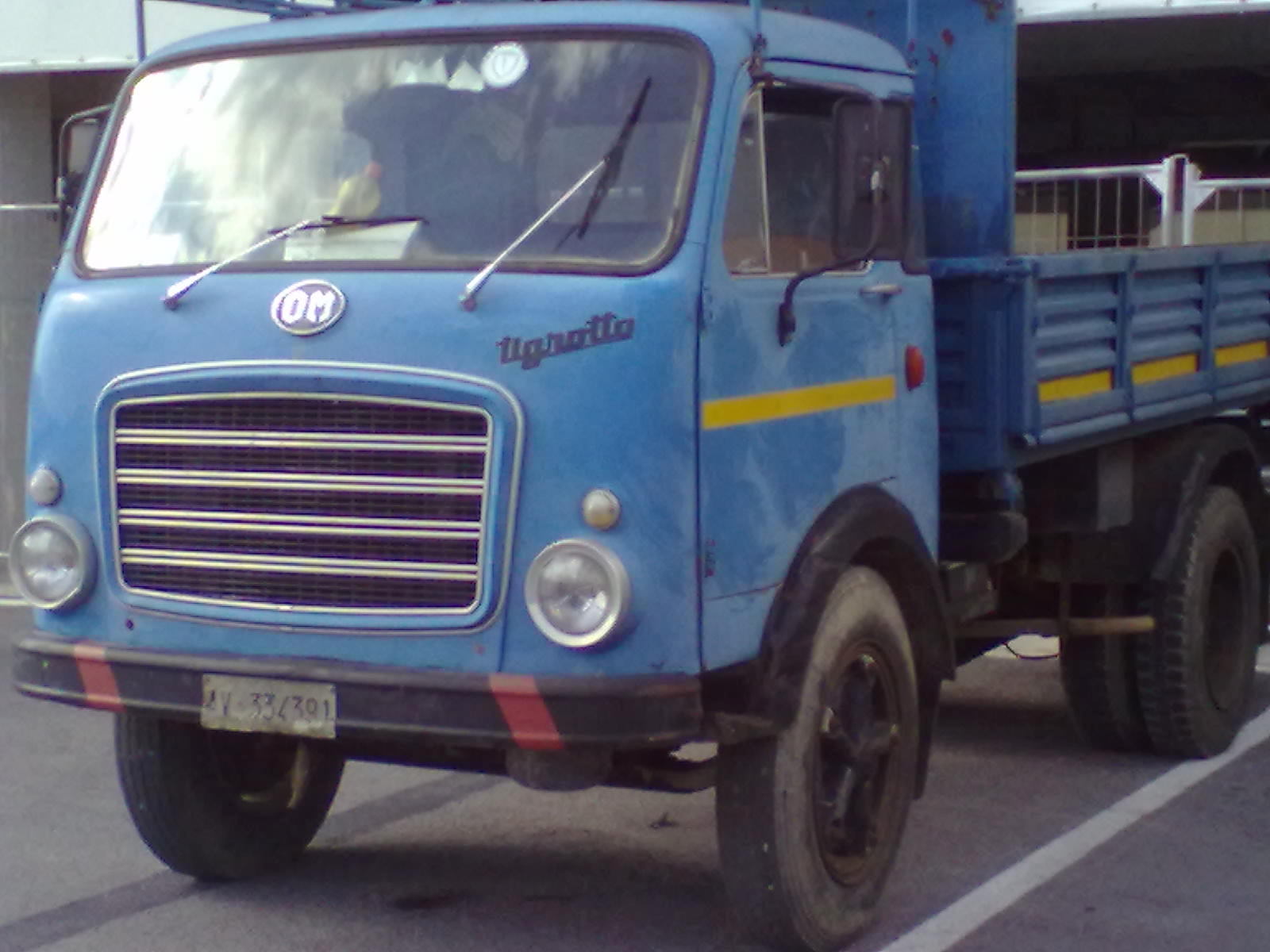
OM Tigrotto

Під час війни завод працював на військові поставки, після Другої світової війни завод не повернувся до виробництва легкових машин, але вийшла ціла серія знаменних для Італії моделей вантажівок, таких як Leoncino, Tigrotto, Lupetto, Cerbiatto, Daino і Orsetto.

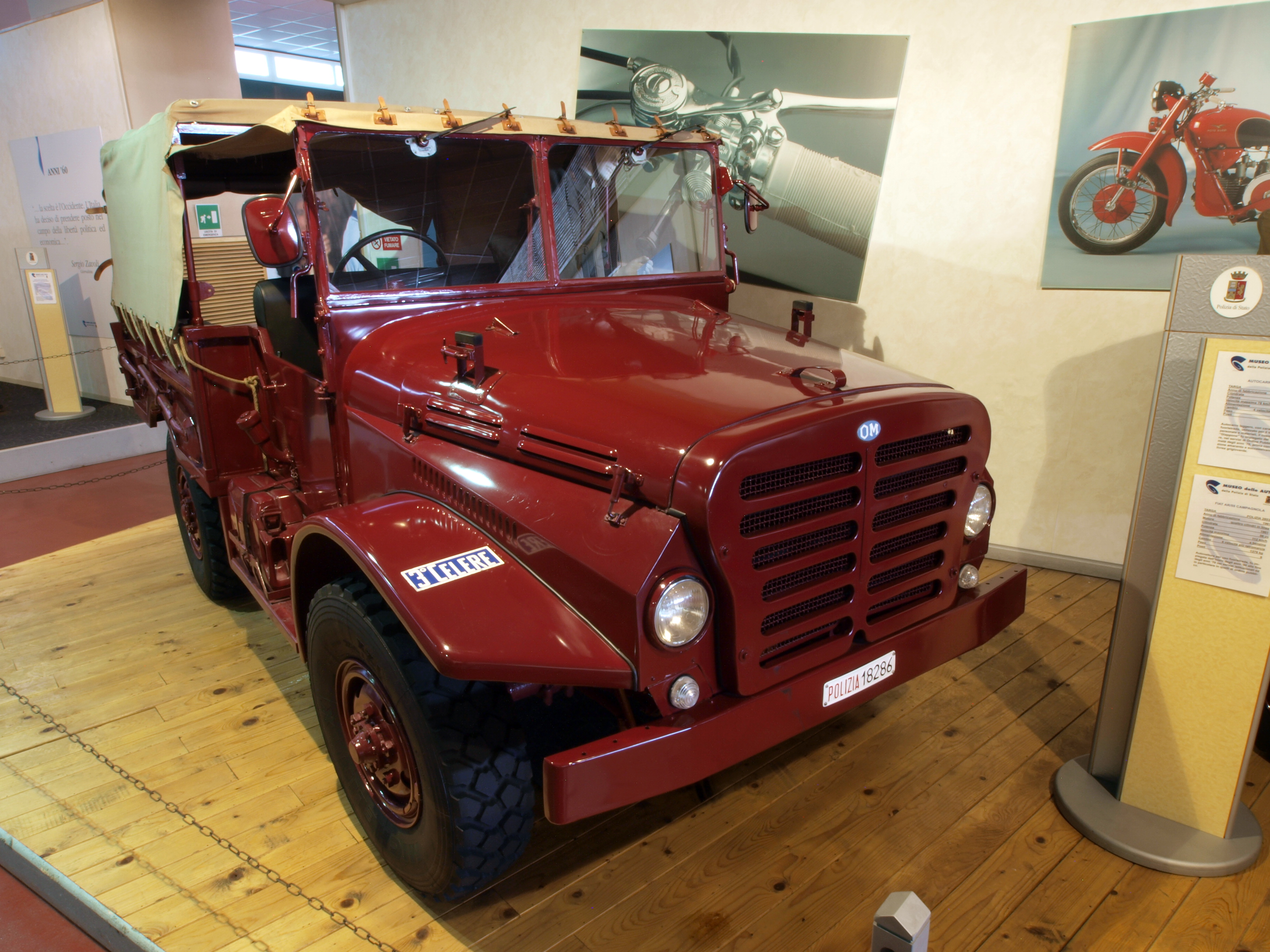
OM CL52

У 1951 році ОМ випускає перший свій навантажувач з ДВЗ. У 1952 році завод починає випускати повнопривідні позашляховики для військових, машини CL52 були побудовані за мотивами американського Dodge WC52. 1956 року завод також починає виробляти військові вантажівки на замовлення італійської армії, вантажівка OM 6600 випускався за ліцензією, купленою в американців, це був клон М139, головна відмінність полягала в двигуні, в італійської машини під капотом був бензиновий 10.7 л мотор виробництва фірми FIAT, також, на відміну від американської машини, у копії була лише 4-ступінчаста коробка передач.

## OM у складі компанії Iveco

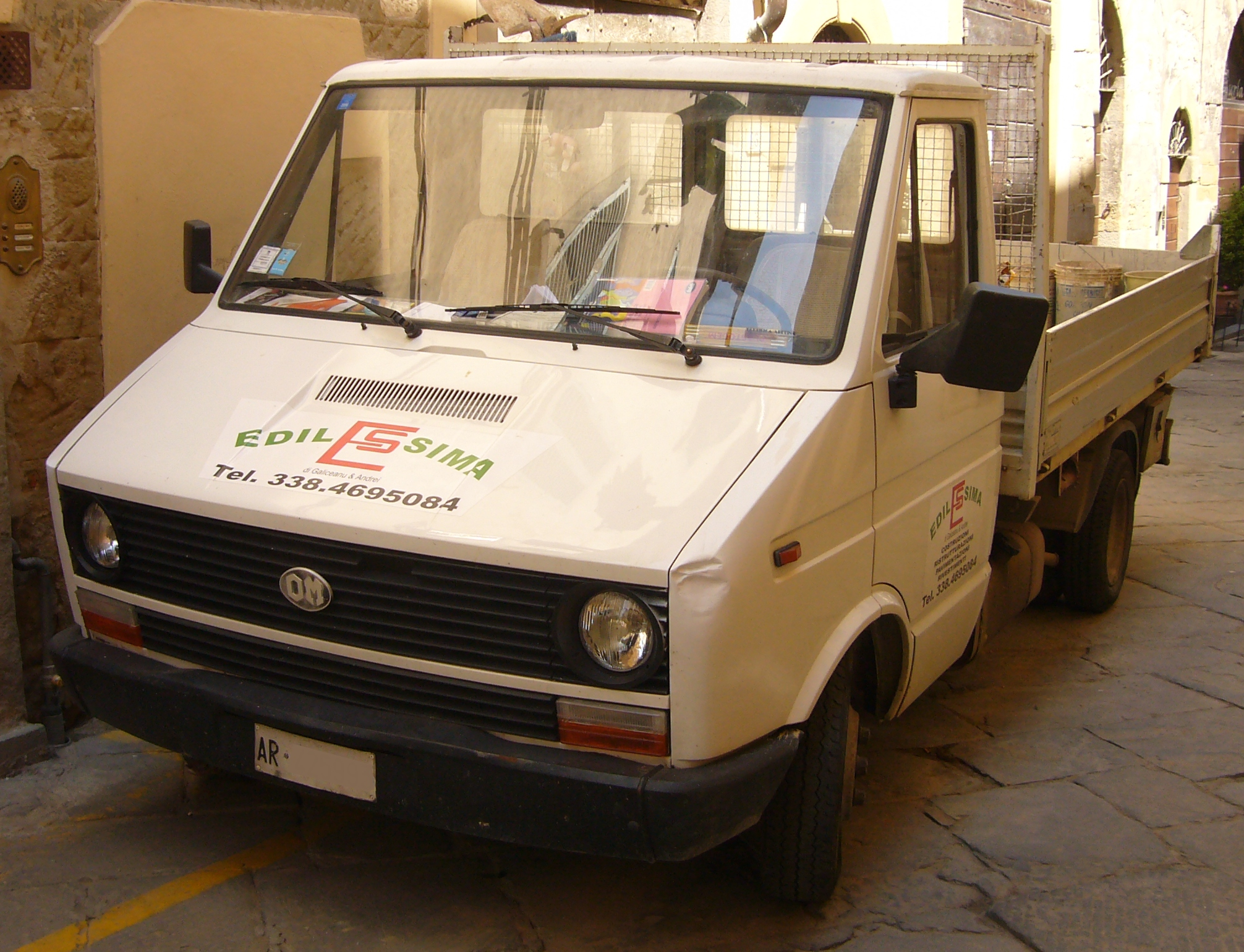
OM Grinta

У 1967 році компанія ОМ втрачає свою «незалежність», і тепер з цього моменту входить до групи Fiat Veicoli Industriali, тоді ж з'являється нове покоління вантажівок, яке змінює стару серію, але тепер продукція ОМ продавалася і під іншими брендами, такими як Fiat, Unic і Magirus. 1 січня 1975 року з фірм Fiat Veicoli Industriali, OM, Lancia Veicoli Speciali, Unic і Magirus-Deutz створюють концерн IVECO, кожна марка привносить щось своє в свіжостворену компанію, так ОМ, яка розробила модель Grinta, вже через три роки почне продаватися як Iveco Daily, ця серія автомобілів відома і сьогодні, а от про ОМ Grinta взагалі майже ніхто нічого не чув.
Тим часом у тому ж році з ОМ формується відділення FIAT Carrelli Elevatori, тобто «Навантажувачі Фіат», виробництво вантажівок з цього моменту тривало під назвою FIAT OM, останній вантажний автомобіль цієї марки був зібраний в 1990 році, а в 1992 році FIAT Carrelli Elevatori був викуплений німецькою компанією Linde AG, яка веде свою історію з 1878 року. Через 10 років компанія була перейменована в OM Carrelli Elevatori SpA, а в 2006 році фірма увійшла до складу концерну Kion Group AG, який сьогодні є другим за величиною виробником навантажувачів, тим самим марка ОМ живе і нині, але до автомобілів не має ніякого відношення.

## Список легкових автомобілів OM
- 1918 — OM S305
- 1919 — OM Tipo 465
- 1921 — OM Tipo 467 Sport
- 1922 — OM Tipo 469
- 1923 — OM Tipo 665 Superba
- 1927 — OM Tipo 655